# G.I. Joe: Odwet
G.I. Joe: Odwet (ang. G.I. Joe: Retaliation) – amerykański film akcji z gatunku science fiction z 2013 roku w reżyserii Jona M. Chu. Wyprodukowany przez Skydance Productions, di Bonaventura Pictures i Hasbro. Kontynuacja filmu G.I. Joe: Czas Kobry z 2009 roku.
Światowa premiera filmu miała miejsce 28 marca 2013 roku, natomiast w Polsce odbyła się 12 kwietnia 2013 roku.

## Opis fabuły
Świat przyszłości. Zartan (Arnold Vosloo), nadal udaje prezydenta USA. Oszust wraz z organizacją Kobra terroryzuje Stany Zjednoczone i świat. Zbrodniarz oskarżył też członków tajnej elitarnej jednostki wojskowej G.I. Joe o zdradę stanu i nakazał ich natychmiastową likwidację. Nieliczni pozostali przy życiu komandosi z Roadblockiem (Dwayne Johnson) na czele nie zamierzają się jednak poddać. Rzucają wyzwanie Zartanowi, jego poplecznikom z Kobry oraz posłusznym im przywódcom światowych mocarstw. Pomaga im generał Joe Colton (Bruce Willis), pierwszy dowódca oddziału.

## Obsada
G.I. Joe:
- Dwayne Johnson – Roadblock / Marvin F. Hinton
- Bruce Willis – generał Joseph Colton
- Adrianne Palicki – Lady Jaye / Jaye Burnett
- Ray Park – Snake Eyes
- D.J. Cotrona – Flint / Dashiell R. Faireborn
- Elodie Yung – Jinx / Kim Arashikage
- Channing Tatum – Duke / Conrad S. Hauser

Kobra:
- Luke Bracey – dowódca Kobry / Rexford „Rex” G. Lewis
  - Robert Baker – dowódca Kobry / Rexford „Rex” G. Lewis (głos)
- Arnold Vosloo – Zartan
- Byung-hun Lee – Storm Shadow / Thomas Arashikage
- Ray Stevenson – Firefly
- Matt Gerald – Havoc

Pozostałe postacie:
- Jonathan Pryce –
  - prezydent Stanów Zjednoczonych,
  - Zartan podszywający się pod prezydenta Stanów Zjednoczonych
- Walton Goggins – naczelnik Nigel James
- RZA – Blind Master